# 韋斯特伍茲 (特拉華州)
韋斯特伍茲（英語：Westwoods）是位於美國特拉華州蘇塞克斯縣的一個非建制地區。該地的面積和人口皆未知。

## 地理
韋斯特伍茲的座標為38°29′42″N 75°22′18″W / 38.49500°N 75.37167°W，而該地的平均海拔高度為13米（即43英尺）。